# エントラスト
エントラスト（Entrust）は、ノーテルから分離したカナダのデジタル・セキュリティー会社。製品の中心は PKI (公開鍵インフラ)。
2008年2月現在の最高経営責任者は、F. William (Bill) Conner。